# Aeroporto de Montes Claros

Localização da cidade de Montes Claros - Minas Gerais.

O Aeroporto de Montes Claros - Mário Ribeiro (IATA: MOC, ICAO: SBMK) é um aeroporto no município de Montes Claros, em Minas Gerais, a uma distância aérea de 354 km de Belo Horizonte, 447 km de Brasília, 810 km de São Paulo e 1657 km de Porto Alegre.
Administrado pelo Grupo espanhol Aena Internacional em 2022, o Aeroporto Mário Ribeiro tem uma pista de pouso asfaltada de 45 metros de largura e 2100 metros de comprimento. Localiza-se a seis quilômetros do centro de Montes Claros, no norte da cidade, próximo à saída para a BR-251. Conta com estacionamento para mais de 200 veículos e terminal de 1.286,00 m².
O Aeroporto conta ainda com uma seção contra incêndio que funciona 24 horas, com efetivo de 17 homens. A navegação aérea oferece operações para voos visuais e por instrumentos. É dotado de grande estrutura de apoio à navegação aérea, com farol rotativo de Aeródromo e demais equipamentos, além de uma escola de pilotagem em funcionamento.

## História
Em 18 de dezembro de 1939, o governador Benedito Valadares inaugurou o Aeródromo Governador Valadares.
A primeira empresa aérea a operar foi a Panair do Brasil, em 1942, ligando Montes Claros (MOC) a Belo Horizonte, Salvador e Recife. Ainda em 1942 iniciaram os serviços do correio aéreo. Em 1948, a Nacional Serviços Aéreos inaugurou sua atividade com voos diários no percurso de Montes Claros (MOC) a Belo Horizonte nos aviões DC-3 com capacidade para 24 passageiros. Em 1957, a Nacional foi incorporada à Real Serviços Aéreos.
Em 1965, a Varig assumiu as linhas da Panair do Brasil, e Montes Claros passou a ser servida também pelos novos aviões AVRO, com capacidade para transportar 40 passageiros.
Em 1974, a Varig implanta a era do jato em Montes Claros, através do Boeing 737-200, com capacidade para transportar 109 passageiros e mais de seis toneladas de bagagem e carga. Em 1977, as atividades da Varig foram temporariamente suspensas, já que a pista não era adequada ao Boeing 737, aeronave que quando carregada chega a atingir até 50.000 quilos. Foi então realizada uma reforma na estrutura da pista, aumentada para 2.100 metros. A estrutura também foi reforçada, o que permitiu o retorno das operações dos Boeing em 1978.
Em 1977, a Nordeste Linhas Aéreas se instala em Montes Claros, ligando a cidade com voos regulares para Belo Horizonte e cidades baianas como Salvador, Guanambi e Vitória da Conquista.
Em 1980, o aeroporto passou a ser administrado pela Infraero.
Em 31 de outubro de 2004, após a desativação dos ERJ-145 Jet Class e dos Boeing 737-500 (através da Nordeste Linhas Aéreas) a Varig realizou seu último voo no Norte de Minas, após 27 anos de atuação na região. A Total Linhas Aéreas, que já atuava desde 1º de dezembro de 2001, passou então a ser única exploradora da rota para a capital mineira, ampliando o número de voos. Em 29 de novembro de 2004, a OceanAir começou a operar com voos diários, ligando Montes Claros (MOC) a São Paulo.
A partir de 2006, a OceanAir inicia voos com as aeronaves MK-28, interrompidos com as obras de alargamento da pista. Em 2007, a companhia volta a operar na cidade, desta vez ligando Montes Claros (MOC) com voos diretos para Belo Horizonte (CNF), São Paulo e Salvador. Com isso, lançou a primeira concorrência frente à Total Linhas Aéreas, após a saída da Varig. Pelo fato de se localizar relativamente perto de Brasília (com uma distância aérea de 447 km), o Aeroporto Mário Ribeiro é ponto de constantes manobras militares das aeronaves do GTE (Grupo de Transporte Especial da Força Aérea Brasileira), inclusive com o VC-1A.
Desde novembro de 2010, a Gol Linhas Aéreas opera com voos diários com destino à Belo Horizonte (CNF) e conexões. 
No dia 15 de agosto de 2011, a TRIP Linhas Aéreas começou a operar com voos diários ligando Montes Claros (MOC) a Belo Horizonte (CNF), voo operado com aeronave Embraer 190. Os voos de Montes Claros (MOC), desde então, pela TRIP Linhas Aéreas, pousavam em Belo Horizonte somente no Aeroporto da Pampulha, operando com as aeronaves ATR-42. Com esta ligação com o Aeroporto Internacional de Confins, a TRIP Linhas Aéreas fazia novas conexões para diversos destinos como Goiânia, Carajás, Manaus, Porto Velho, dentre várias outras cidades. Com mais esse voo, a TRIP Linhas Aéreas tinha 6 voos de segunda à sexta, 4 voos aos sábados e 3 voos aos Domingos. A TRIP Linhas Aéreas contava com um sistema de «codeshare» (em inglês) com a TAM Linhas Aéreas, podendo atender a várias cidades brasileiras.
Em 15 de março de 2012, foi a vez da Azul Linhas Aéreas iniciar suas atividades, Belo Horizonte para Montes Claros e também no sentido inverso.
Em 21 de Fevereiro de 2013 a companhia Passaredo fez um pedido à  ANAC para operar quatro voos diários para Belo Horizonte. Porém, no dia 12 de Março de 2013 esse pedido foi negado pela ANAC. Ela informou que todos os pedidos de novos voos na Pampulha estão congelados até a análise de um processo que vai apontar a real capacidade do aeroporto. Embora no dia 20 fevereiro de 2013 a agência autorizou a Azul lançar quatro voos diários entre a Pampulha e Guarulhos e também no sentido inverso. A empresa também foi autorizada a lançar voos diários entre a Pampulha e Campinas. Assim, a Passaredo operará somente voos da Pampulha para Ribeirão Preto em São Paulo.
Estava previsto para junho de, 2014, a abertura de licitações para início das obras no Aeroporto Mário Ribeiro. O mesmo deverá acontecer com os outros 269 aeroportos regionais do país que foram contemplados pelo “Programa de Investimentos em Logística: Aeroportos” anunciado pela presidente Dilma Rousseff (PT). Com o movimento de 112 mil passageiros nos quatro primeiros meses do ano de 2014, o aeroporto de Montes Claros opera com 4 companhias aéreas para 4 destinos: Belo Horizonte, São Paulo, Salvador e Brasília. Na alta temporada faz ligação com Porto Seguro pela companhia Azul, utilizando a aeronave ATR. 
Em 2021, o terminal de passageiros passou por obras de reforma, ampliação e modernização, com investimentos da ordem de R$ 11,3 milhões, provenientes do Fundo Nacional de Aviação Civil (FNAC). A nova área de check-in aumentou 90% em relação à antiga e ganhou 10 novos balcões de atendimento com um conjunto de balança e esteira em cada um, a sala de desembarque com área expandida em 66% e as áreas de circulação e de disposição dos carrinhos para bagagem foram reformuladas. Além disso, o saguão de passageiros terá área 114% maior do que a atual, ganhará espaços distintos e adequados para circulação e formação de filas, e uma porta de acesso exclusiva para o desembarque. Ao final dos trabalhos, as obras ampliarão o espaço físico do terminal em 153%, passando de 733 m² para 1.857 m², com capacidade operacional passará dos atuais 800 mil para 1,5 milhão de passageiros por ano.
No dia 5 de julho de 2022, a LATAM iniciou ligação de Montes Claros com o Aeroporto de Guarulhos, na Grande São Paulo. A companhia aérea estreou com o Airbus A320, e vai contar também com o Airbus A319 com voos diários. Atualmente a maior cidade do Norte de Minas é atendida com decolagens diárias da companhia Azul para Belo Horizonte (Terminal de Confins). A Gol oferece voos diretos de Montes Claros para o Aeroporto de Guarulhos. 
Em 01 de setembro de 2022, o Aeroporto de Montes Claros iniciou com novas rotas. A Gol em parceria com a Voepass ampliou os destinos com voos que se conecta a Salvador (SSA) e Brasília (BSB). Segundo a companhia Gol, tanto a rota para a capital da Bahia como para a capital federal terá oferta de três voos semanais. Os voos partirão de Salvador às terças, quintas e sábados, com a volta de Montes Claros a capital baiana às quartas, sextas e domingos. Entre Montes Claros e Brasília, a rota saindo da cidade norte-mineira será operada às terças, quintas e sábados com a volta de Brasília às segundas, quartas e sextas.

## Movimento de passageiros
Em 2011, o movimento do Aeroporto Mário Ribeiro aumentou consideravelmente, alcançando 119.647 passageiros desde janeiro até o final do mês de julho. Isso equivale ao número de passageiros que movimentaram o aeroporto durante todo o ano de 2010, que registrou um movimento de de 121.140 passageiros. Com a vinda de grandes obras geradoras de empregos para a região, como a exploração de minério de ferro no Vale do Rio Pardo, e de gás natural no Vale do São Francisco, Projetos Jequitaí e Jaíba, o número de passageiros tende a crescer mais ainda. Com a inclusão do Porto Seco em Montes Claros, que enviará os produtos do Norte de Minas para o exterior, a ampliação do aeroporto será imprescindível para suportar o desenvolvimento e crescimento da demanda de passageiros na região.
Em junho de 2017, através do último relatório da Infraero, se tornou notória a necessidade da ampliação do maior aeroporto do norte de Minas Gerais. Dados mostraram que os números de embarque e desembarque começaram a superar estatísticas anteriores, chegando a somar 137.748 movimentos de passageiros.
A tabela abaixo indica a movimentação total por ano no aeroporto, em número de passageiros (embarque e desembarque), aeronaves (pousos e decolagens) e carga transportada (em toneladas), de acordo com a Infraero.
| Ano  | Passageiros | Variação | Carga | Variação | Aeronaves | Variação |
| 2020 | 106.102     | 53,4%    | 125   | 45,2%    | 5.807     | 23,7%    |
| 2019 | 227.673     | 1,2%     | 228   | 32,9%    | 7.612     | 5,8%     |
| 2018 | 225.052     | 19,6%    | 340   | 4,3%     | 8.079     | 4,7%     |
| 2017 | 280.022     | 0,7%     | 326   | 19,0%    | 8.474     | 0,2%     |
| 2016 | 282.008     | 24,9%    | 274   | 13,7%    | 8.491     | 19,5%    |
| 2015 | 375.426     | 5,3%     | 241   | 27,5%    | 10.546    | 3,9%     |
| 2014 | 356.436     | 8,7%     | 189   | 41,0%    | 10.976    | 6,3%     |
| 2013 | 327.872     | 1,6%     | 134   | 13,0%    | 10.322    | 1 3,2%   |
| 2012 | 322.734     | 43,7%    | 154   | 102,6%   | 11.890    | 26,6%    |
| 2011 | 224.660     | 85,5%    | 76    | 15,6%    | 9.394     | 14,0%    |
| 2010 | 121.140     | 42,5%    | 90    | 12,6%    | 8.243     | 25,7%    |
| 2009 | 84.999      | 0,3%     | 103   | 58,1%    | 6.557     | 8,6%     |
| 2008 | 84.727      | 3,9%     | 246   | 38,2%    | 6.037     | 3,5%     |
| 2007 | 81.539      | 18,2%    | 178   | 36,9%    | 6.257     | 10,3%    |

## Informações
| Números Sítio Aeroportuário: - Área 1.989.073,12 m² Pátio das Aeronaves: - Área: 20.035,40 m² Pista: - Dimensões: 2100 m x 45 m Terminal de Passageiros: - Área: 1.286,00 m² - Capacidade/Ano: 0,5 milhão de passageiros Estacionamento de veículos: - Capacidade: 202 carros e 36 motocicletas | Endereço Av. do Aeroporto, s/nº - Jaraguá, Montes Claros, MG, Brasil, 39404-214 Telefone (38) 3229-1200 Acesso: Av. Governador Magalhães Pinto Horário de funcionamento: 05h às 00h. Distâncias: - Até o centro da cidade: 6 km - Até o hospital de emergência mais próximo: 5 km - Até as principais redes hoteleiras da cidade: 6 km - Até a rodoviária da cidade: 10 km | Serviços - Balcão de Informações da Infraero - Perdidos e achados | Facilidades - Caixas Eletrônicos - Estacionamento - Locadoras de Veículos - Trasporte Urbano - Alimentação - Agência de Viagens - Internet Wi-Fi - Aplicativos de transporte - Táxis |